# Runkartjärnen
Runkartjärnen är en sjö i Nordmalings kommun i Ångermanland och ingår i Öreälven-Leduåns kustområde.